# Asteromáta
Asteromata (Grieks: Αστερομάτα, uitgesproken als [asteroˈmata]; vertaald: Sterrenogenmeisje), ook gespeld als Asteromáta, is een nummer van de Griekse zangeres Klavdia. Het werd geschreven door Arcade en Klavdia, waarbij de productie in handen was van Arcade. Het nummer werd uitgebracht op 31 januari 2025 en bereikte de derde plaats in de Griekse hitlijsten. Het nummer werd door IFPI Greece bekroond met een platina certificatie. Asteromata vertegenwoordigde Griekenland op het Eurovisiesongfestival 2025, en eindigde in de finale op de zesde plaats.

## Achtergrond en compositie
Asteromata werd geschreven door het collectief Arcade samen met Klavdia Papadopoulou.
Het lied gaat over vluchtelingen en de bijzondere band die zij behouden met hun thuisland, ongeacht waar zij zich bevinden. In de tekst ontstaat een metaforische dialoog tussen een moeder en haar vermiste kind, waarin zij elkaar troosten.
Klavdia, die afstamt van Pontische Grieken, haalde de inspiratie voor het lied uit haar eigen familiegeschiedenis, en de genocide op Pontische Grieken door etnische zuiveringen door de Turken tijdens en kort na de Eerste Wereldoorlog. De tekst van het lied verwijst echter niet expliciet naar deze gebeurtenis. In een interview met de Griekse nationale omroep ERT in januari 2025 verklaarde Klavdia dat het lied bedoeld is als eerbetoon aan allen die gedwongen waren hun thuisland te verlaten. Tegelijkertijd wil het lied een boodschap van hoop en veerkracht overbrengen.
Het lied haalde zich echter alsnog de woede op de hals van de Turkse omroep TRT, die dreigde een klacht over de Griekse inzending in te dienen bij de Europese Radio-unie als het lied inderdaad over deze gebeurtenis zou gaan. Turkije ontkent de genocide formeel en verzet zich tegen internationale erkenning ervan.

## Eurovisiesongfestival 2025
Asteromata vertegenwoordigde Griekenland op het Eurovisiesongfestival 2025 in Bazel. Via de tweede halve finale plaatste Klavdia zich voor de eindstrijd en daarin eindigde ze op de zesde plaats.